# Hasdrubal (død 221 f.Kr.)
Hasdrubal (Punisk: 𐤏𐤆𐤓‬𐤁‬𐤏𐤋‬ ʿAzrobaʿl; ca. 270–221 f.Kr.) , undertiden også kendt som Hasdrubal den Smukke, var en karthaginsk militær leder og politiker, guvernør i Iberien efter Hamilkar Bakas død og grundlægger af Cartagena.

## Familie
Livius' værk Ab Urbe Condita beretter om, at Hasdrubal var svoger til den karthaginske leder Hannibal og svigersøn til Hamilkar Bakas.

## Karriere
Hasdrubal fulgte med Hamilkar i hans kampagne mod det styrende aristokrati i Karthago ved afslutningen af den Første Puniske Krig og i hans efterfølgende erobringstogt i Iberien. I 237 f.Kr. drog de mod halvøen, hvor Hasdrubal omkring 231–230 f.Kr. angiveligt greb ind for at få de numidiske stammer fra Nordafrika til at underkaste sig Barkas-familien, og Numidien faldt snart ind under Karthagos indflydelsessfære.
Efter Hamilkars død i 228 f.Kr., mens han kæmpede mod iberiske stammer, efterfulgte Hasdrubal ham og overtog kommandoen og fulgte ordrer fra Karthago, idet Hamilkars egne sønner var for unge. Hannibal – den ældste – var på det tidspunkt 19 år. I modsætning til sin forgænger foretrak Hasdrubal i vid udstrækning diplomati frem for militære kampagner. I overensstemmelse med tidens almindelige diplomatiske skikke krævede Hasdrubal gidsler fra de riger, der kapitulerede til Karthago, for at afskrække dem fra at bryde deres traktater.
Således udvidede han territoriet ved dygtigt diplomati og konsoliderede det ved at grundlægge den vigtige by og flådebase Qart Hadasht, som romerne senere kaldte Carthago Nova, som hovedstad i den nye provins. Han indgik endvidere en traktat (Ebro-traktaten) med den Romerske Republik, som fastlagde floden Ebro (den klassiske Iberus) som grænse mellem de to magter. Denne traktat skyldtes en græsk koloni, Ampurias, og den iberiske by, Sagunto, der frygtede den fortsatte stigende karthagisk magt i Iberien og bad Rom om hjælp. Hasdrubal accepterede modvilligt, da karthagisk herredømme i Iberien endnu ikke var tilstrækkeligt etableret til at bringe den fremtidige ekspansion i fare i en for tidlig konflikt med Rom.

## Død
Syv år efter Hamilkars død blev Hasdrubal myrdet i 221 f.Kr. af en slave tilhørende den keltiske konge Tagus, som dermed hævnede sin egen herres død.
Hasdrubals efterfølger var hans svoger og Hamilkars søn, Hannibal Barkas.

## External links
- Livius.org: Hasdrubal the Fair Arkiveret 2012-10-05 hos  Wayback Machine